# Coco, coco, coco frais
Coco, coco, coco frais ! est une nouvelle de Guy de Maupassant, parue en 1878.

## Historique
Coco, coco, coco frais !  est initialement publiée dans la revue La Mosaïque du 14 septembre 1878, sous le pseudonyme Guy de Valmont.  
À la fin du XIXe siècle, le marchand ambulant de coco vend une boisson à base de citron et de réglisse, aussi appelé « le champagne du pauvre. ’

## Résumé
À la mort de son oncle, le narrateur reçoit un legs cocasse. Cinq cents francs pour acheter un fusil de chasse, cent francs à remettre au premier marchand de coco qu’il rencontrera et un petit manuscrit explicatif.
Dans ces quelques pages, l’oncle raconte comment, à chaque évènement décisif de sa vie, un marchand ambulant de coco avait eu une influence sur les évènements. Enfant, quand il est renversé par un fiacre, adolescent, quand il part à la chasse, le jour où il rencontre sa femme et, enfin, quand un marchand de coco l’empêcha de devenir préfet.
Le lendemain sur les Champs-Élysées, il donne les cent francs à un vieux marchand de coco qui le remercie : « Grand merci, mon petit homme, cela vous portera bonheur ».

## Édition française
- Coco, coco, coco frais !, dans Misti, recueil de vingt nouvelles de Maupassant, Éditions Albin Michel, Le Livre de poche n° 2156, 1967.
- Coco, coco, coco frais !, dans Maupassant, contes et nouvelles, texte établi et annoté par Louis Forestier, Bibliothèque de la Pléiade, éditions Gallimard, 1974  (ISBN 978 2 07 010805 3).